# شاهین طوس
شاهین طوس فیلمی ایرانی به کارگردانی کریم فکور و محصول سال ۱۳۳۳ است.

## خلاصه داستان
«شاهین» که از جور و ستم عمال خلیفه نسبت به هم میهنانش به تنگ آمده است از طرف طاهر ذوالیمینین که طرفدار مأمون است مأمور می‌شود تا به بغداد رفته و در آنجا با یاری ایرانیان به مبارزه با خلیفه بپردازد. در همین زمان شاهین مطلع می‌شود عمال خلیفه یکی از دهکده‌های ایران را که دخترعمو و نامزدش شهرزاد و برادرش بهزاد در آنجا به سر می‌برند آتش زده و آن دو را به دربار خلیفه به اسارت برده‌اند. شاهین عازم بغداد شده و پس از مبارزاتی آن دو را آزاد می‌کند.

## منبع
1. ↑  «شاهین طوس». وبگاه سوره سینما.